# Elsie Fisher
Pour les articles homonymes, voir Fisher.
Elsie Fisher (3 avril 2003) est une personnalité américaine du cinéma, connue pour avoir prêté sa voix au personnage d'Agnès dans les deux premiers films Moi, moche et méchant. 
Fisher tient également le rôle principal dans le film indépendant Dernière Année où Fisher joue une collégienne durant sa dernière semaine de cours avant d'entrer au lycée.
On peut retrouver Fisher plus récemment dans la série Amazon Prime The summer I turned pretty, tirée du livre de Jenny Han où Fisher incarne le rôle de Skye, la cousine de la famille Fisher.

## Biographie
Il/Elle est la voix de Agnes dans moi moche et mechant.

## Filmographie

### Cinéma
- 2010 : Moi, moche et méchant : Agnes
- 2010 : Dirty Girl : Tiffany
- 2010 : Despicable Me: Home Makeover : Agnes
- 2012 : Despicable Me: Minion Mayhem : Agnes[1]
- 2013 : Moi, moche et méchant 2 : Agnes
- 2013 : Despicable Me: Training Wheels : Agnes
- 2014 : Pokers (Gutshot Straight) : Stephanie
- 2015 : McFarland : Jamie White
- 2018 : Dernière Année : Kayla
- 2019 : La Famille Addams (The Addams Family) de Conrad Vernon et Greg Tiernan : Parker Needler (voix)
- 2022 : Massacre à la tronçonneuse (Texas Chainsaw Massacre) de David Blue Garcia : Lyla
- 2023 : Memory de Michel Franco : Sara
- 2024 : Noël à Miller's Point (Christmas Eve in Miller's Point) de Tyler Taormina (en) : Lynn

### Télévision
- 2009 : Médium : Bridgette, jeune (1 épisode)
- 2009 - 2012 : Masha et Michka : Masha (26 épisodes)
- 2011 : Mike and Molly : Princesse (1 épisode)
- 2013 : Raising Hope : Susie (2 épisodes)
- 2013 : Princesse Sofia : La fille du bûcheron (1 épisode)
- 2019 : Castle Rock : Joy Wilkes (10 épisodes)
- 2020 : Day by Day : Ruby (1 épisode)
- 2023 : The summer I turned pretty : Skye